# Менталізм
Менталізм (англ. Mentalism) - це майстерність психологічних дослідів, вид виконавчого мистецтва, демонстрація на публіці «екстрасенсорних» здібностей, таких як телепатія, ясновидіння, психокінез та ін, а також видатних здібностей пам’яті і швидких обчислень. До менталізму також може бути віднесений гіпноз як сценічне мистецтво.
«Ментальна магія», «менталізм», «магія думки» — все це назви щодо молодого відгалуження в традиційній магії. Всього лише кілька століть минуло з тих пір, як маги стали демонструвати такі експерименти, які виглядають зовні як неабиякі прояви психічної енергії. Втім, в давньоєгипетських папірусах вже зустрічається згадка про юного мага, внука фараона Рамзеса, який міг подумки читати приховані від нього письмена.
Люди завжди прагнули до чудес, а саме менталізм найближче до чогось непізнаного, пов’язаному з психікою людини. Зовні ці трюки зовсім не нагадують якісь «дешеві» фокуси. І глядачі будуть тягнутися до людини, яка, напружуючи всю свою волю, читає їхні думки, піднімаючи очі до неба, пророкує майбутнє.
«Менталізм» об’єднує в собі ефекти, що демонструють неабиякі можливості виконавця в області психічної діяльності. Аналіз ментальних феноменів і виявлення прийомів і засобів реалізації цих ефектів досить складні, оскільки «менталізм» є тим самим розділом магії, в якому збереження секретів дотримується найретельніше, а містифікація спостерігачів є абсолютно необхідною умовою досягнення ілюзії. Якщо ці номери виконуються досвідченим виконавцем, спостерігачі практично ніколи не можуть пояснити побаченого і однозначно приходять до висновку про паранормальні явища.
Цікавим є і та обставина, що цей розділ магії розвивається дуже швидкими темпами. З’являються все нові і нові прийоми, які використовують найостанніші досягнення наукомістких технологій.